# 塔嫩基什
塔嫩基什（法語：Thannenkirch，發音：[tanənkiʁʃ] ⓘ）是法国上莱茵省的一个市镇，属于科尔马-里博维莱区。

## 地理
塔嫩基什（48°13'58"N, 7°18'14"E）面积4.6 平方千米，位于法国大東部大區上莱茵省，该省份为法国东部内陆省份，是阿尔萨斯的一部分，今与下莱茵省组成了阿尔萨斯欧洲集体，其北临下莱茵省，西接孚日省，西南接贝尔福地区省，东侧沿莱茵河与德国相望，南与瑞士接壤。
与塔嫩基什接壤的市镇（或旧市镇、城区）包括：里博維萊、贝尔盖姆、罗代恩、圣伊波利特。
塔嫩基什的时区为UTC+01:00、UTC+02:00（夏令时）。

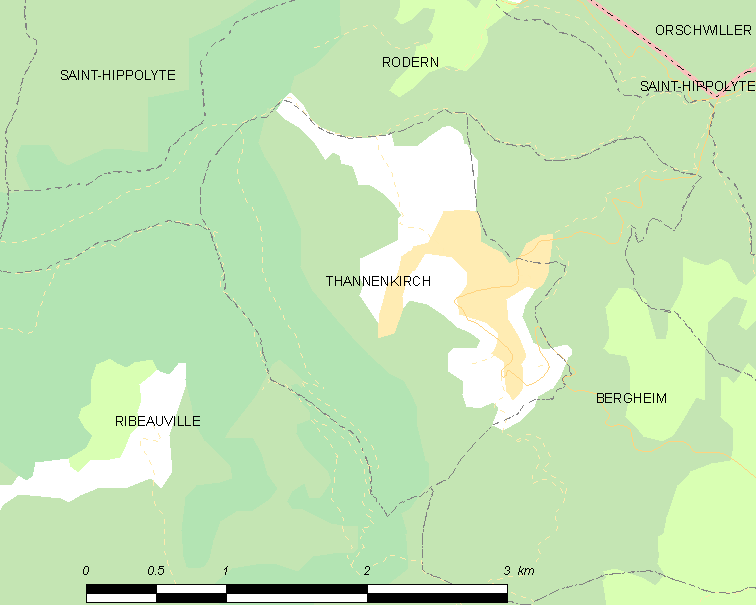
塔嫩基什的OSM定位图

## 行政
塔嫩基什的邮政编码为68590，INSEE市镇编码为68335。

## 政治
塔嫩基什所属的省级选区为圣玛丽欧米讷县。

## 人口

1962-2008年间塔嫩基什人口变化图示

塔嫩基什于2022年1月1日时的人口数量为457人。